# Owens Peak Wilderness
Owens Peak Wilderness est une zone restée à l'état sauvage et protégée, comprise à l'est du Sierra Nevada, en Californie (États-Unis). Owens Peak est le point culminant de la partie sud du Sierra Nevada, haut de 302 pieds (environ 2,56 km de haut).
C'est une région montagneuse, on y retrouve de hauts et grands cayons sinueux, et aussi des zones avec de nombreuses sources et recouvertes de végétations. C'est donc une région de forts contrastes et cela s'explique par le fait que c'est une zone de transition entre le Grand Bassin, le Désert des Mojaves et l'écorégion du Sierra Nevada.
Le Pacific Crest Trail traverse cette aire, au niveau des crêtes et du côté ouest.
Dans cette région, on retrouve de nombreux cônes de déjection.

## Pics montagneux
- Backus Peak
- Five Fingers (Aquila)
- Mont Jenkins
- Morris Peak
- Owens Peak
- Russell Peak

## Faune et flore
On y retrouve de nombreux yucca dispersés un peu partout, ainsi que des cactus, des arbres à coton, des chênes dans les cayons et vallées, des artemisia tridentata, des pins gray sur les sommets.
Il y vit aussi des cerfs hémione, des aigles royaux, ainsi que des faucons des prairies.